# Turn-Europameisterschaften 2006
Die 27. Turn-Europameisterschaften im Einzel fanden vom 4. bis 7. Mai 2006 in Volos statt.

## Ergebnisse

### Mehrkampf Mannschaft
| Rang | Athletin                                                                                  | Punkte  |
| ---- | ----------------------------------------------------------------------------------------- | ------- |
| 1    | Italien Monica Bergamelli Vanessa Ferrari Carlotta Giovannini Federica Macrì Lia Parolari | 175.225 |
| 2    | Rumänien Sandra Izbașa Florica Leonida Steliana Nistor Cătălina Ponor Alina Stănculescu   | 175.125 |
| 3    | Russland Anna Grudko Nadejda Ivanova Irina Isayeva Yulia Lozhecko Polina Miller           | 173.375 |
| 4    | Spanien                                                                                   | 171.400 |
| 5    | Ukraine                                                                                   | 170.850 |
| 6    | Frankreich                                                                                | 166.525 |
| 7    | Vereinigtes Königreich                                                                    | 162.725 |
| 8    | Niederlande                                                                               | 112.950 |

| Rang | Athlet                                                                                               | Punkte  |
| ---- | --- | ------- |
| 1    | Russland Maxim Dewjatowski Anton Golozuzkow Sergei Chorochordin Alexander Safoshkin Anatoli Vasiliev | 272.225 |
| 2    | Rumänien Marian Drăgulescu Alin Jivan Flavius Koczi Daniel Popescu Răzvan Șelariu                    | 270.325 |
| 3    | Belarus Iwan Iwankou Dimitri Kasparovich Dzianis Savenkov Dimitri Savitski Viachaslav Volkav         | 268.975 |

### Gerätefinals Frauen
| Rang | Athletin             | Punkte |
| ---- | -------------------- | ------ |
| 1    | Anna Grudko          | 14.362 |
| 2    | Olha Schtscherbatych | 14.300 |
| 3    | Katja Abel           | 14.225 |
| 4    | Jana Komrsková       | 14.150 |
| 5    | Carlotta Giovannini  | 14.125 |
| 6    | Ariella Kaeslin      | 14.000 |
| 7    | Sandra Izbașa        | 13.950 |
| 8    | Imogen Cairns        | 13.850 |

| Rang | Athletin                | Punkte |
| ---- | ----------------------- | ------ |
| 1    | Elizabeth Tweddle       | 16.050 |
| 2    | Jana Šikulová           | 15.050 |
| 3    | Lenika de Simone        | 14.825 |
| 4    | Julia Lozhecko          | 14.625 |
| 5    | Rose-Eliandre Bellemare | 14.575 |
| 6    | Steliana Nistor         | 14.525 |
| 7    | Vanessa Ferrari         | 14.300 |
| 8    | Darija Sgoba            | 14.225 |

| Rang | Athletin          | Punkte |
| ---- | ----------------- | ------ |
| 1    | Cătălina Ponor    | 15.800 |
| 2    | Lenika de Simone  | 15.350 |
| 3    | Marina Proskurina | 15.300 |
| 3    | Sandra Izbașa     | 15.300 |
| 5    | Irina Isajewa     | 15.050 |
| 6    | Julia Lozhecko    | 14.925 |
| 7    | Vanessa Ferrari   | 14.875 |
| 8    | Stefani Bismpikou | 14.800 |

| Rang | Athletin                | Punkte |
| ---- | ----------------------- | ------ |
| 1    | Sandra Izbașa           | 15.550 |
| 2    | Vanessa Ferrari         | 15.450 |
| 3    | Cătălina Ponor          | 14.600 |
| 4    | Irina Isajewa           | 14.475 |
| 5    | Marina Kostjuschenko    | 14.325 |
| 5    | Rose-Eliandre Bellemare | 14.325 |
| 7    | Thais Escolar           | 14.300 |
| 8    | Olha Schtscherbatych    | 13.900 |

### Gerätefinals Männer
| Rang | Athlet              | Punkte |
| ---- | ------------------- | ------ |
| 1    | Vlasis Maras        | 15.725 |
| 2    | Sergei Chorochordin | 15.550 |
| 3    | Christoph Schärer   | 15.525 |

| Rang | Athlet          | Punkte |
| ---- | --------------- | ------ |
| 1    | Mitja Petkovšek | 16.025 |
| 2    | Yann Cucherat   | 15.675 |
| 3    | Iwan Iwankou    | 15.550 |

| Rang | Athlet            | Punkte |
| ---- | ----------------- | ------ |
| 1    | Marian Drăgulescu | 16.587 |
| 2    | Alin Jivan        | 16.387 |
| 3    | Raphaël Wignanitz | 16.337 |

| Rang | Athlet               | Punkte |
| ---- | -------------------- | ------ |
| 1    | Alexander Safoschkin | 16.425 |
| 2    | Jordan Jowtschew     | 16.275 |
| 3    | Andrea Coppolino     | 16.000 |

| Rang | Athlet           | Punkte |
| ---- | ---------------- | ------ |
| 1    | Flavius Koczi    | 15.250 |
| 2    | Eugen Spiridonov | 14.775 |
| 3    | Olexander Suprun | 14.750 |

| Rang | Athlet            | Punkte |
| ---- | ----------------- | ------ |
| 1    | Anton Golozuzkow  | 15.600 |
| 2    | Marian Drăgulescu | 15.525 |
| 3    | Martin Konečný    | 15.475 |

### Medaillenspiegel
|      |                        |   |   |   |       |
| Rang | Land                   |   |   |   | total |
| 1    | Rumänien               | 2 | 1 | 2 | 5     |
| 2    | Italien                | 1 | 1 | - | 2     |
| 3    | Russland               | 1 | - | 1 | 2     |
| 4    | Vereinigtes Königreich | 1 | - | - | 1     |
| 5    | Ukraine                | - | 1 | 1 | 2     |
| 5    | Spanien                | - | 1 | 1 | 2     |
| 7    | Tschechien             | - | 1 | - | 1     |
| 8    | Deutschland            | - | - | 1 | 1     |